# Jugend i Sverige

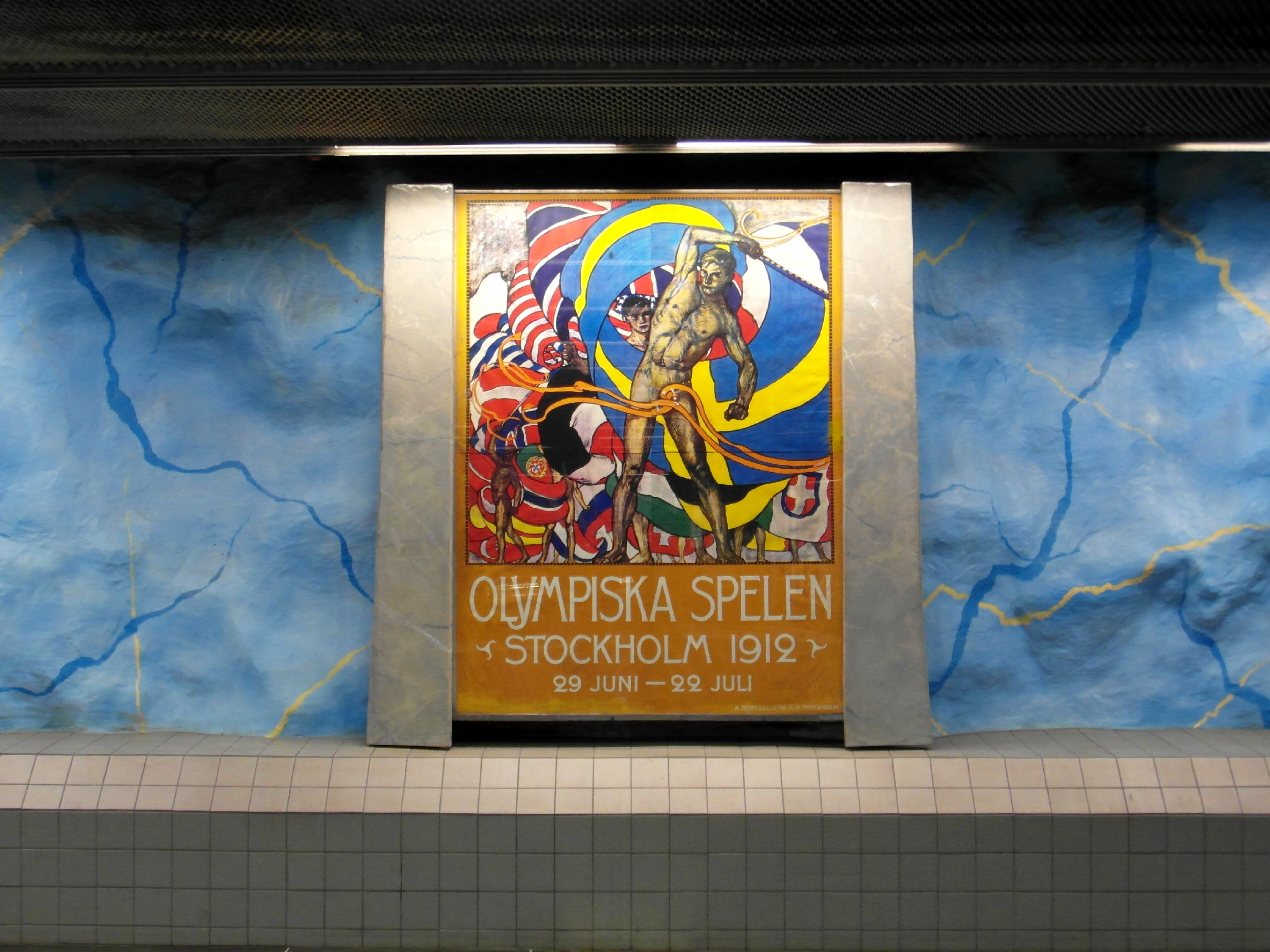
Stadions tunnelbanestation, affisch från OS i Stockholm 1912

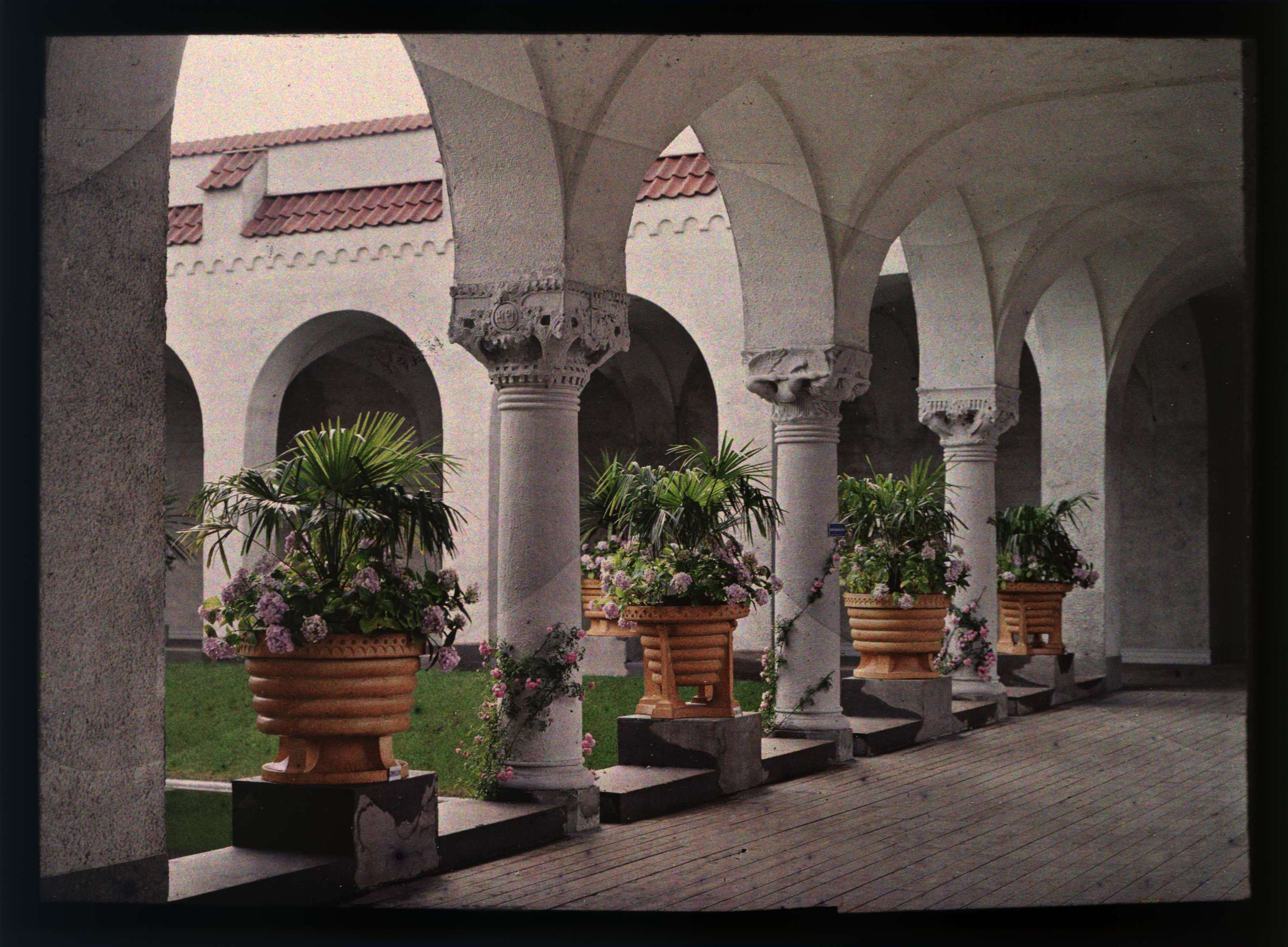
Baltiska utställningen i Malmö 1914, ritat av Ferdinand Boberg

Jugend i Sverige var en stilinriktning inom konst, arkitektur och formgivning förhärskande från 1890 till omkring 1920. Jugend har aldrig kunnat beskrivas som en enhetlig stil, utan har använts som ett samlingsbegrepp för en rad olika stilar som kom att utvecklas på olika platser i Europa. Bland de länder som kom att dominera scenen märks  Belgien, Österrike och Spanien, medan strömningarna i Sverige främst har haft sin påverkan på konsten och arkitekturen.

## Historisk bakgrund

### Etymologi
Jugend benämns söder om Tyskland art nouveau efter butiken Galerie d'Art Nouveau i Paris som i början av 1890-talet var en av de första att förevisa konst från den nya stilen. Att Sverige antog begreppet jugend istället för art nouveau beror på att det svenska samhället vid förra sekelskiftet var starkt knutet till tysk kultur. Veckotidningen Jugend – Münchner illustrierte Wochenschrift für Kunst und Leben, som gavs ut av Georg Hirth och Fritz von Ostini 1896, är förklaringen till stilens namn.

### Inspiration och tonsättning

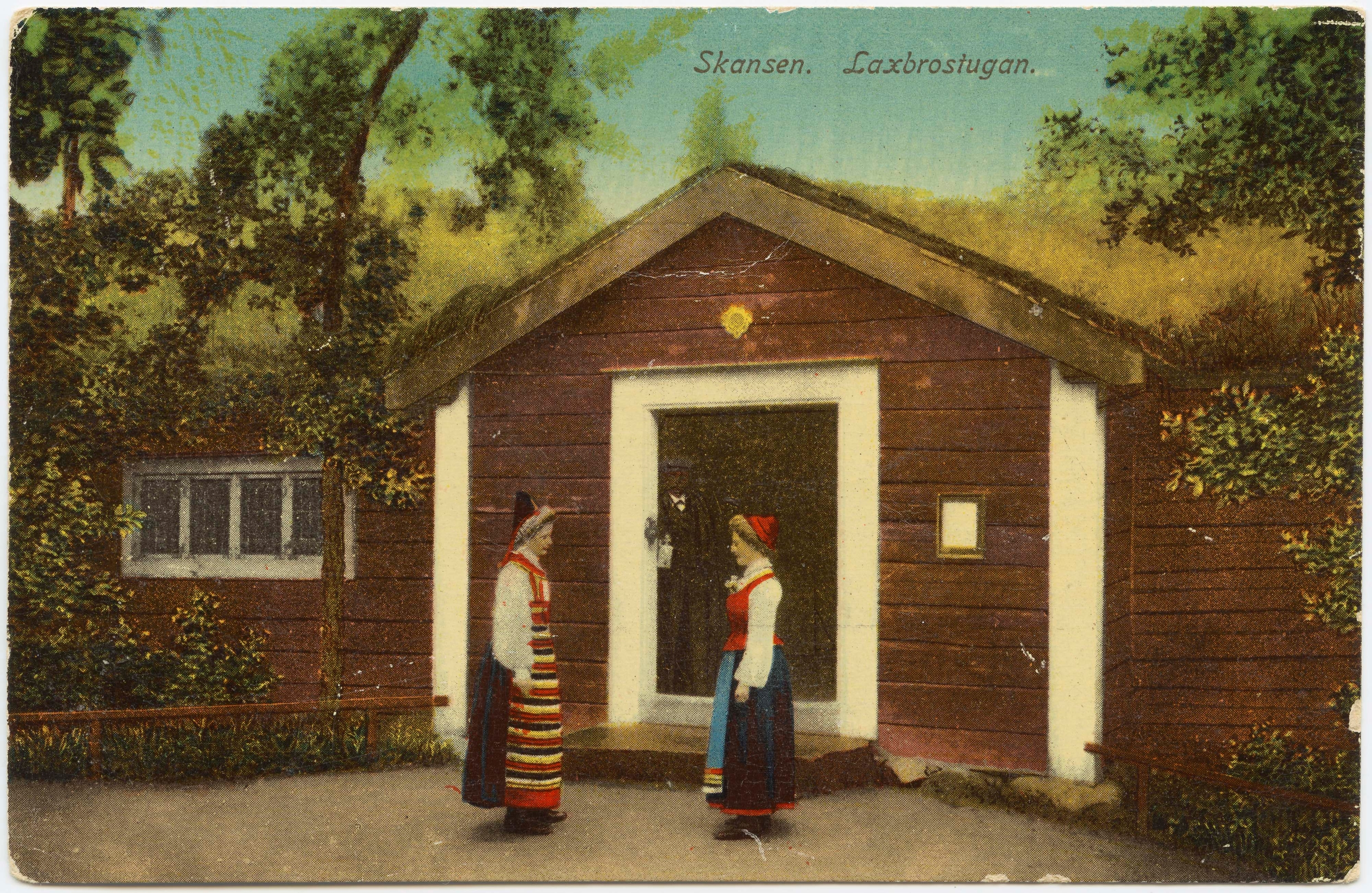
Laxbrostugan, Skansen

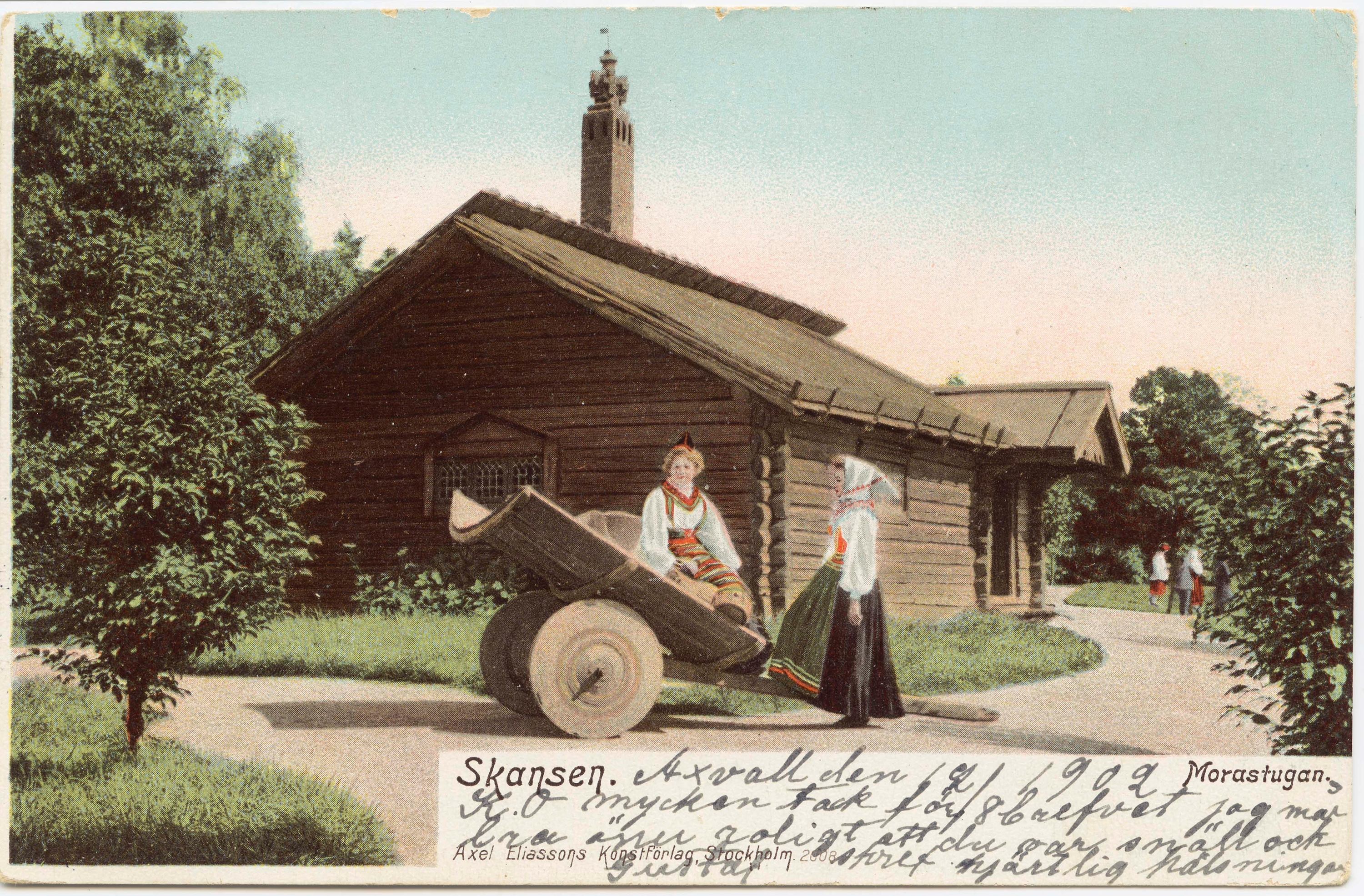
Morastugan, Skansen

Den största inspirationen för jugendstilen i hela Europa och i Sverige var en nyvaknad nationalism. 1872 grundade Artur Hazelius Nordiska museet och från denna tidpunkt framåt växte det sig fram ett allmänintresse för svensk folkkonst. Detta utvecklades vidare år 1891 då Skansen, världens äldsta friluftsmuseum, öppnade. Den svenska ängen och skogen blev en nationell kulturskatter som skulle förnya och inspirera såväl arkitektur som dekorativ konst. Likt de tankar som fanns i Storbritannien blickade man tillbaka till Laxbrostugan och Morastugan för att hitta inspiration för det nya. Engelsmannen John Ruskin framhävde hur vackert gamla hus smälte in i landskapen då de använt sig av material och former från platsen. De mest framstående brittiska arkitekterna under slutet av 1800-talet använde sig av gamla byggtekniker och introducerade klassiska element från engelska hem, som exempelvis den höga engelska hallen med en stor eldstad. Svenskar och tyskar reagerade likadant och studerade samt kopierade på många områden, även inom möbler och textilier. Den svenska fattigdomen under de tidigare decennierna blev en grundkänsla som gav upphov till viljan att bygga en ny arkitektur och ett nytt konsthantverk. Jugend stod för en  radikal förändring i människors livsstil. Konstnärerna ville att hela livsmiljön skulle gestaltas. I deras arbeten förenades en ny formvilja med drag av svensk tradition som kom att bli det typiska för svensk jugend.
| ”                            | Varje människa hade rätt till skönhet och hennes miljö skulle utformas av så att varje sak i hemmet bar hennes prägel; allt skulle samverka i konstnärlig harmoni. Därför blev nålfallet och dörrhandtaget, porslinet och tapeten en lika viktig uppgift för konstnären som att måla en tavla. | „ |
| – Elisabet Stavenow-Hidemark | |   |

Ur idén att konsten bör finnas i varje detalj växte det i början av 1890-talet fram en ny filosofi bland konstnärer. Tyskans Gesamtkunstwerk blev ledordet för många svenska konstnärer. Tanken är att alla föremål tillsammans ska bilda en helhet. Genom att ge gestalt åt alla föremål i olika material skapade man en sammanhängande bild, en viktig del av tidig jugend. En av de konstnärer som tidigt omfamnade denna filosofi var Carl Larsson. Tillsammans med bland andra Alf Wallander påbörjade de ett skifte inom svensk konst från att vara nischade inom specifika områden till att bredda sig och skapa helheter. Wallander gick från att vara målare till att bli mönstertecknare för keramik och textilier. Ferdinand Boberg gick från att bara rita hus till att lägga fokus även på inredning och skapade kompletta hem med möbler och i vissa fall kakelugnar, textilier och mycket annat.

## Arkitektur
Arkitekturen förändrades inte lika dramatiskt under jugend-poken som den på 30-talet gjorde med funktionalismen. I stället gick den under 25 år igenom en utvecklingsprocess. Idéer och arbeten skapades, togs över, utvecklades och förändrades. Synen på förhållandet mellan människa, ting, byggnad och miljö förändrades och skapade ett nytt sätt att uppfatta arkitektur. Arkitekter likt konsthantverkarna började se till helheten och konstruerade byggnader och hem in i minsta detalj. Fasaden skulle sammankopplas med fåtöljen i vardagsrummet och tapeten i sovrummet. Antalet arkitekter i Sverige, som uppskattas ha varit 200 år 1890, fördubblades under de kommande 25 åren. Framväxten av det industrialiserade samhället gav möjlighet för större industripräglade städer som Malmö och Linköping att expandera. Uppdragen kom inte längre bara från privatpersoner utan även från näringslivet. Det skulle byggas vattenkraftverk, affärs- och kontorshus, banker och varuhus, alla med sin unika identitet. En av de bidragande faktorerna till att den svenska arkitekturen utvecklades så mycket under en relativt kort tidsperiod var de stora utställningarna som arrangerades i Sverige runt sekelskiftet. De främsta var den Allmänna konst- och industriutställningen 1897 och Konstindustriutställningen 1909, båda till stor del planerade av Ferdinand Boberg. En annan faktor var bildandet av Deutscher Werkbund år 1907, ett tyskt förbund med syftet att förena konsten med industridesign och arkitektur. Genom det redan etablerade tyska inflytandet över svensk kultur var förbundet en vägvisare för svenska formgivare och arkitekter.

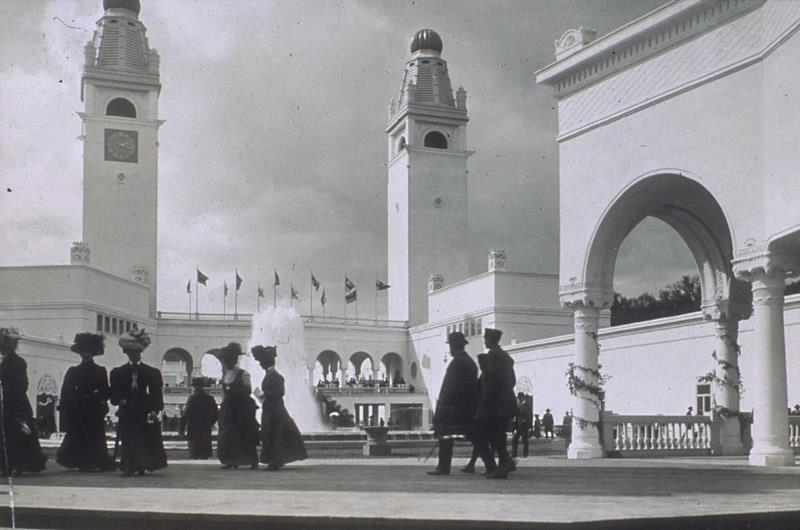
Den vita staden, Konstindustriutställningen 1909

### Ferdinand Boberg
Ferdinand Boberg anses vara en av Sveriges främsta arkitekter och står för många ikoniska byggnader som exempelvis Rosenbad, Nordiska Kompaniet (NK) och LO-borgen. Han var som mest verksam under jugenderan och avslutade karriären före epokens slut. Hans arbete på Allmänna konst- och industriutställningen 1897 och Konstindustriutställningen 1909 cementerade hans plats som tidsperiodens främsta arkitekt. Från utställningen 1909 kom ett av hans mest klassiska verk att skapas, Den vita staden. "Staden" präglades av en vit utsida, men det var insidan som gav Boberg beröm. Innegårdarna med sina gula, gröna och röda toner gav ett färgglatt intryck och med sina kupoler, arkader, fönsterlösa väggar och rikt dekorerade friser under takfallet gav helheten ett intryck av "festivitet och exotism" som kännetecknade Bobergs arkitektur. Utöver byggnader designade även Boberg möbler.

## Konsten och konsthantverket
Konstnärerna i början av 1900-talet var i sin ungdom politiskt radikala och arbetade aktivt för arbetarrörelsen. Detta skulle komma att påverka hur konsten skildrade samtiden. I och med kvinnoemancipationen på 1880-talet fick kvinnor tillträde till konstskolorna, vilket skapade en ny dynamik inom konsten. Det var inte ovanligt att gifta sig med en konstnärskamrat och kvinnorna blev därigenom del i den konstnärliga processen. Ett exempel är Karin Larsson som hon hade en framgångsrik karriär som konstnär. Detsamma gäller Gerda Wallander och Anna Boberg. Konstnärer gick från att vara nischade inom specifika områden till att bygga en portfölj av konsthantverk. De främsta formgivarna under jugenderan var framgångsrika just på grund av sitt sätt att se till helheten och förmåga att skapa keramik, konst och möbler med en röd tråd som genomsyrade deras verk. Liksom i fråga om arkitekturen utvecklades konsthantverket så mycket under en relativt kort tidsperiod på grund av de stora utställningarna i Sverige runt sekelskiftet.   

### Konst
Efter nationalromantiken kom en ny generation av radikala konstnärer. 1886 grundades Konstnärsförbundet och banade väg för nya värderingar. Den rena naturalismen med strävan att avbilda verkligheten in i minsta detalj kom att bytas ut mot symbolismen som tog bort alla distraherande bildelement för att prioritera det väsentliga. Syntetisismen stod för den yttre formen; linjerytmstekniken, som var betydande inom jugendkonsten, innebar att samla bildinnehållet i ett syntetiskt grepp. Även färgbehandlingen spelade stor roll. Man samlade färgintryck från ett par motsättningar, men använde för övrigt gärna rena lokalfärger. Ett flertal av periodens målare kom att bli allmänt kända, bland andra Carl Larsson, Anders Zorn och Bruno Liljefors. Det ökade intresset för konst kring sekelskiftet manifesterades i en rad betydande utställningar, vilket gör tidsperioden ovanligt väldokumenterad. Under jugendepoken vände konjunkturen uppåt och konstpolitiken och utställningsverksamheten tog ny fart. Infrastrukturens utveckling ökade möjligheterna till kommunikation människor emellan och konstnärerna kunde utan större problem isolera sig på landsorten. Massproducerade bilder skapade nya impulser och ur detta växte den svenska nationalromantiken och jugendkonsten fram, inte minst genom föregångare inom Konstnärsförbundet som Nils Kreuger och Richard Bergh.
"Konstens mål är bild - icke avbild" - Georg Pauli

#### Carl Larsson

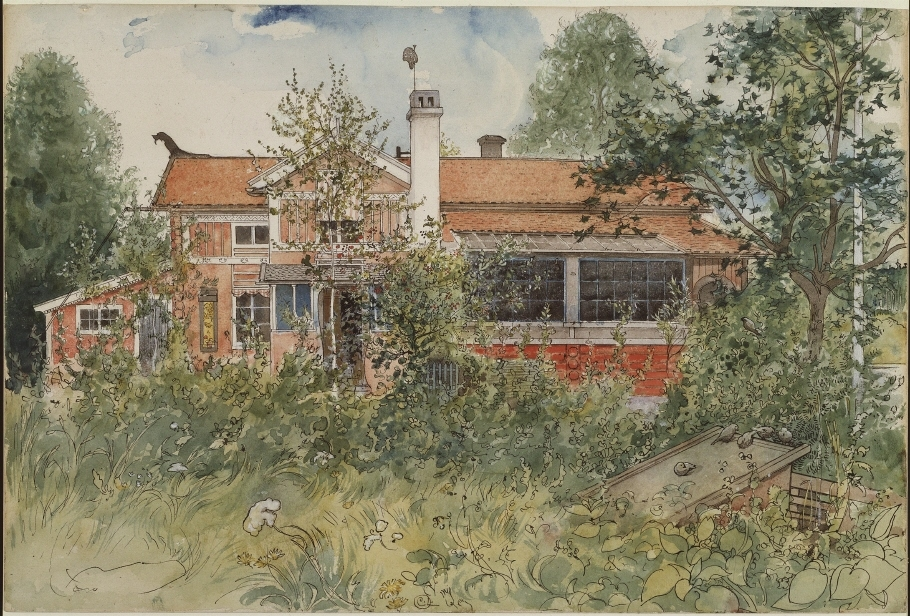
Hemmet i Sundborn, akvarellmålning av Carl Larsson, 1897

Carl Larsson var en svensk konstnär som är mest känd för sina akvarellmålningar. Han kom även att inspirera svensk heminredning med Carl Larsson-gården, vilket lade grunden till en typiskt svensk inredningsstil. Huset var en ombyggnad av en parstuga i timmer, i linje med tankarna kring ett förnyande av gammal svensk byggnadskonst. Gården har ibland felaktigt tolkats som ett utslag av dalaromantik, när den i själva verket är rent idémässigt kopplad till Arts and Crafts-rörelsen, som var viktig för jugendstilens utveckling. Carl Larsson gav även ut bilderböcker som var samlingar av akvarellmålningar. I boken Ett hem nämner han att boken är tänkt att vara ett föredöme för vanligt folk som vill inreda sitt hem på ett trevligt sätt. I bilderna tar Larsson fasta på enkla, ytdekorativa färgplan där konturerna håller samman de olika bildelementen. Stilen användes då Larssons avsikt var att reproducera akvarellerna till bilderböckerna och var den mest passande för tidens bristfälliga färgreproduktionsteknik. Stilen visar dock även släktskap med andra tidstypiska stilar på annat håll i Europa. Varje bildelement, figurer såväl som föremål, har sitt särskilda egenvärde i enlighet med jugendstilens principer.

### Keramik och glas
Keramiken fick i Sverige under 1890-talet en modern konstnärlig inriktning. Efter Alf Wallanders anställning på Rörstrands Porslinsfabrik och Gunnar G:son Wennerbergs på AB Gustavsberg skapade de tillsammans den stil som kom att sätta tonerna för svensk keramik under jugenderan. Under deras period som konstnärliga ledare infördes en rad olika nya metoder för bearbetning för porslinet, vilket gav möjligheter att skapa keramik som tidigare varit svårtillverkad. Rörstrand introducerade benporslin som var mer hållbart och Gustavsberg följde efter. Keramikens dekor hade tidigare målats för hand men började under perioden med ny teknik från England graveras på kopparplåt som på mekanisk väg förde över motivet till föremålet. Detta gav utrymme för att skapa mer avancerad konst och nya motiv som inte tidigare varit möjliga. Serviserna kunde i vissa fall göras för upp till 48 personer och omfatta hundratals delar. Likt de andra konsthantverken inspirerades konstnärerna av svensk flora, natur och svensk historia. Jugenderans teknologiska framsteg innebar ett vidgande av svenska keramikers portfolio.

#### Alf Wallander
Alf Wallander var en svensk målare, grafiker, konsthantverkare och formgivare. Han är främst känd som konstnärlig ledare på Rörstrands Porslinsfrabrik där han var verksam under hela jugenderan. Som konstnärlig ledare på Rörstrand presenterade han i april 1896 sin första utställning med keramik. Mest beundrad blev en skål "modellerad som upprörda vågor med simmande delfiner och uppe på kanten en havsnymf uppspolad." Skålen var gråblå, gröngrå med något rosa och vitt, en färgskala Wallander ofta använde. Inför Allmäna konst- och industriutställningen 1897 presenterade Wallander vaser i samma stil med simmande nymfer och alger. Även här använde han sig av sin kännetecknande färgskala av grönt och blått, med röd tuschfärg på algerna. Alf Wallanders produktion av vaser är enorm och kännetecknas av en djärv modellering. Dekoren håller ofta samma tema som skålen från hans första utställning med motiv från havet: sjöstjärnor, maneter, krabbor och fiskar. Några år in på 1900-talet började Wallander arbeta med en ny och hårdare stil. Materialet byttes från porslin till flintgods och dekoren antar istället färger som klarblått, djupgrönt och kraftigt gult. Blommor och påfåglar som tidigare porträtterats som växande och levande stiliserades om till ornament som fick betona krukans arkitektonik. Dessa krukor har en stark dekorativ verkan och har använts som trädgårdskrukor. Wallander var knuten till glasbruket Kosta mellan åren 1907 och 1911 samtidigt som han han var anställd vid Rörstrands. Fuchsior, krokus, alger och fiskar är några av motiven på hans glas. Han hade tagit över från vännen Gunnar G:son Wennerberg och arbetade med samma tekniker med inspiration från Gallé-fabriken i Nancy.

#### Gunnar Wennerberg
Gunnar G:son Wennerberg var en svensk konsthantverkare, målare, tecknare och grafiker. Han är främst känd som konstnärlig ledare på AB Gustavsberg där han var verksam under hela jugenderan. På den Allmänna konst- och industriutställningen 1897 möttes Gustavsbergs kollektion av strålande kritik. Utställningen recenserades av bland andra Erik Gustaf Folcker som tillskrev det lyckliga resultatet en enda konstnärlig kraft, Gunnar G:son Wennerberg. I recensionen användes ord som "mångsidig förmåga", "personlig prägel av måttfull, distinguerad konstnärlighet" och att resultatet på "ett glänsande sätt avsticker mot föregående smaklösheter". Wennerbergs största insats för keramiken i Sverige var hans porslinsserviser. Wennerberg har i otaliga mönster avbildat den svenska floran, särskilt de vilda blommorna. Verner von Heidenstams upprop om att upphöja blomman till den egna gärdesgårdens ornament har inte efterföljts av någon annan i samma utsträckning som Wennerberg. Redan 1895 ritade Wennerberg ett blåsippsmönster i klassisk jugendstil. Blommorna skildras ur olika vinklar: uppifrån, med stjälkar och knoppar från sidan och med bladen utbredda. Det finns två versioner av mönstret, båda handmålade; "på det ena löper blommorna med slingrande stjälkar rytmiskt åt vänster men efter varje blomma stannas rörelsen upp av ett symmetriskt trepassformat blad". Det är den första svenska helt genomförda jugendstiliseringen av en enkel blomma på keramik.  Under Wennerbergs tid som konstnärlig ledare lanserade Gustavsberg mönstret Allmoge, ett mönster med röda och blå tulpaner, alternativt blåa och gula, och med omväxlande gröna blad. Servisen, som egentligen är en omarbetning av en utländsk servis, blev en av fabrikens bäst säljande och hittade hem till bland annat Carl Larsson. Gunnar Wennerberg hade till och från arbetat åt Kosta på 1890-talet, men knöts officiellt till glasbruket 1898. Två år senare presenterade han sin första utställning på uppdrag av Kosta på världsutställningen i Paris. Han arbetade med överfångsteknik som gick under namnet caméglas eller galléglas. Inspiration från just Gallé genomsyrade hans verk, men Wennerberg producerade sina standardvaror i överfångsteknik till skillnad från Gallé som hade en mycket mer exklusiv produktion.

### Möbler
Möbler gick under jugenderan från att vara individuellt designade pjäser till att vara en del av något större, ofta huset de ritades till. Målet var dels att skapa funktionella, ljusa och färgglada möbler och interiörer, dels att ta fasta på svensk tradition; därtill kom de sociala ambitionerna. Möbler och inredning bör dock ses mot bakgrund av det samhälle som stilen uppstod i. Den ekonomiskt dominerande överklassen satte ramarna för sekelskiftets samhälle och finansierade många gånger den estetiska utvecklingen. Detta möjliggjorde för arkitekter som Ferdinand Boberg att bredda sin arkitektur till möbelarkitektur. Tillsammans med bland annat Carl Westman står han för de definierande möblerna från svensk jugend. Likt konsthantverket och arkitekturen ökade utvecklingstakten på möbler i och med sekelskiftets världsutställningar. Dessa skapade en miljö som krävde nya iterationer vilket ledde till en stor kreativ push för nyskapande. 

#### Ferdinand Boberg

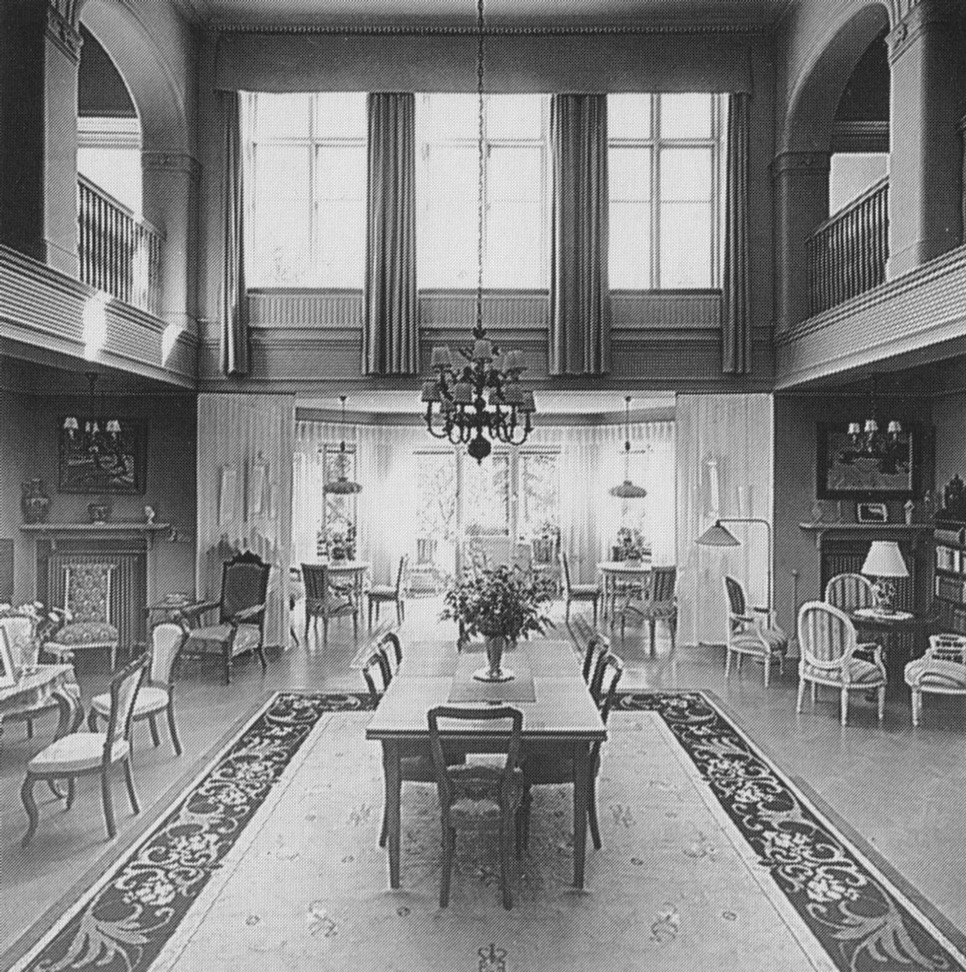
Interiören av Solhemmet, ritad av Ferdinand Boberg

Ferdinand Boberg som kanske är mest känd som arkitekt, var även en framgångsrik möbelarkitekt. Boberg hade kungahuset som en av sina största beställare, vilket haft påverkan på hans möbler. Jämfört med samtida möbelarkitekter var Bobergs möbler finare, sirligare och mer högreståndsmässiga. Där dessa möbelarkitekter använde sig av furu eller ek utnyttjade Boberg mahogny eller förgyllt trä. Hans möbler har en stark anknytning till gångna tiders stilar, vilket var vanligt för jugend. En stor inspirationskälla var Louis XVI smak för design.
Möblerna omarbetades dock och innehöll alltid någon form av proportionsförskjutning, ny sprödhet eller en djärvare kurvatur. Bobergs dekor var alltid inordnade i arkitektoniskt avgränsade fält, samma förhållande som på hans fasader, som betonar strukturen och konstruktionen av föremålet. Denna stil exemplifieras i en av Bobergs mest hyllade inredningar, Oscar II:s rum, utfört till världsutställningen i Paris 1900. Rummet hade en sexkantig form och väggarna var indelade i fält, klädda i siden. Mönstret med jugenstiliserade rosor var ritat av hans hustru Anna Boberg. Stolarna i förgyllt trä var klädda i samma siden med stolsben som flöt samman med sargen utan någon synlig skarv, typiskt för en rokokostol. Stolarnas ryggstycke hade en spänd båge som pressades ner av ryggbrickan. Strålarna kring bågen gjorde att den kunde ses som en uppåtgående sol. Rummet hade även en spegel med förgylld ram helt överdragen av en rosendekor. Denna dekor hade lanserats i hans byggnader och fått stort beröm. Utöver Oscar II:s rum stod Boberg för inredningen hos prins Eugen på Waldermarsudde. Boberg fick flera andra uppdrag att skapa hela inredningar, de flesta mycket påkostade och i dyrbara material. I samband med ombyggnaden av professor Gösta Mittag-Lefflers villa i Djursholm 1906 ritade han en hel inredning i mahogny med inläggningar i andra träslag. Senare i sin karriär, runt år 1910, började Boberg överhölja sina möbler med ornament. Vid denna tid närmade sig hans möbler formellt sett alltmer äldre möbler och hans självständiga bearbetning och lek med äldre former försvann.

#### Carl Westman

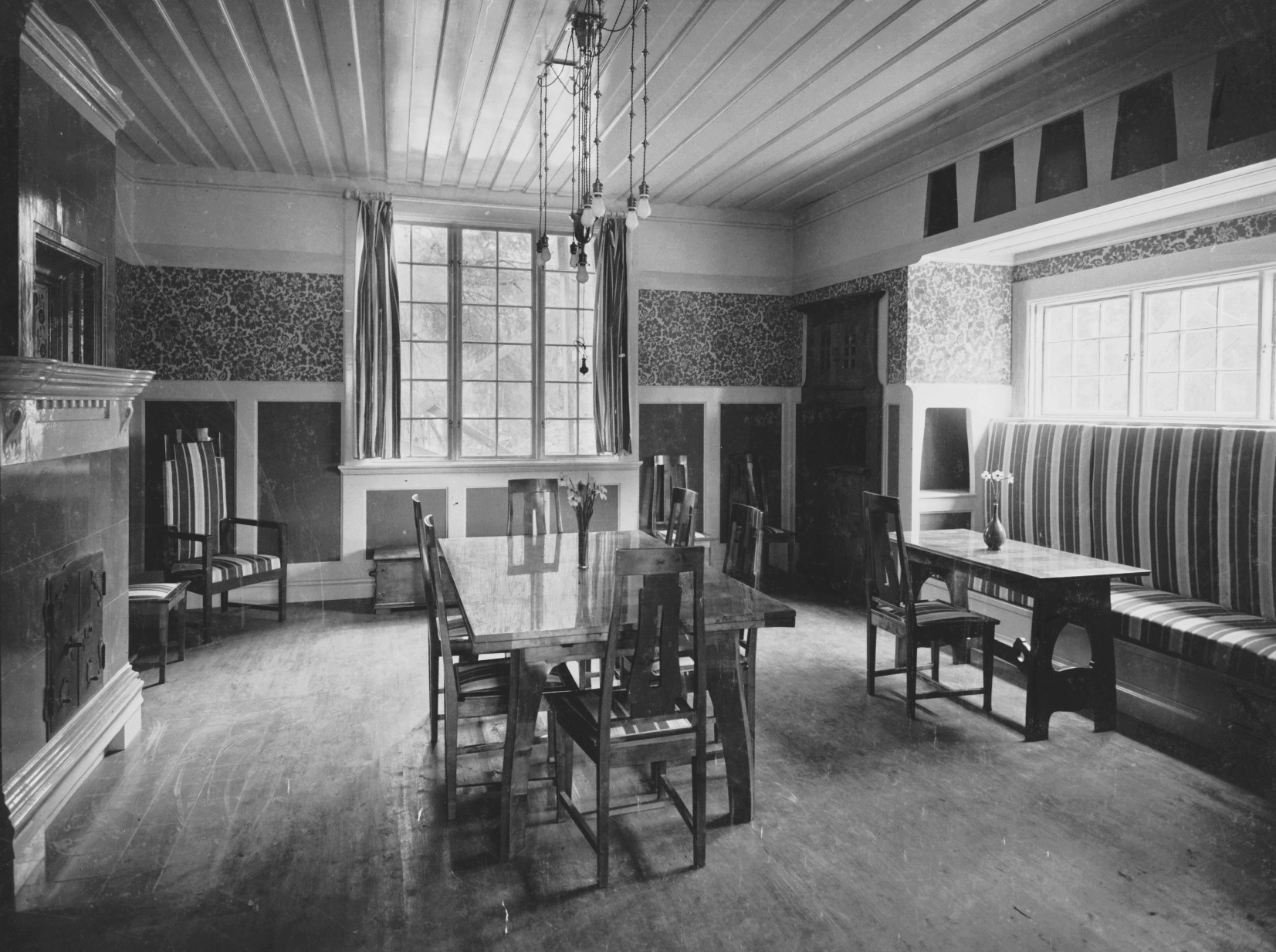
Pressens villa i Saltsjöbaden ritad av Carl Westman, 1902

Carl Westman var arkitekt, målare och tecknare. Likt Boberg var han både en framstående arkitekt och möbelarkitekt. Till skillnad från Boberg fann Westman sin inspiration i England då han och Lars Israel Wahlman gjort en studieresa dit år 1900. Resan inspirerade dem båda vad gäller inredning och möbler. Som många svenskar under jugenderan beundrade Westman hur engelsmännen förankrade sin arkitektur i det gamla, hur de med respekt för ett traditionellt uttryckssätt skapat nytt och lyckats skapa en miljö för moderna människor. Detta kunde inte kopieras eftersom det var specifikt engelskt, men tillvägagångssättet och metoden kunde tillämpas på svenska material. Westman skrev att han ville 
| ” | Få tag på det svenska lynnet, på det som utgör det väsentliga och karakteristiska för oss som folk. Med vår natur, med vår gamla allmogestil, vare sig den ger sig tillkänna i vävnader eller rödmålade stugor, med våra herrgårdar, gamla putspalats och köpmanshus... borde vi kunna göra en svensk konst med nutidens prägel och med aning om gamla sekel. | „ |

Westmans möbler framhäver träet på ett unikt sätt, speciellt som bräda och ribba. Hans stolsryggar är sammansatta av symmetriskt placerade ribbor eller av lätt böjda träskivor. Benen är i allmänhet fyrkantiga med en lökliknande ansvällning vid golvet. Hans möbler är konstruktiva och redovisar tydligt de olika trästyckenas inpassningar i varandra. Ofta pryds Westmans möbler av ett genomgående ornament som är inskuret som en ruta med blad, frukt eller ett monogram på stolsryggar och i skåpdörrar. Dessa ornament var ofta skapade av hans hustru Elin Westman. Westmans möbler var sparsamt dekorerade men pryds av starka färger. Ekmöbler var ibland mörkbonade, ofta vaxade i gul ton, och björkmöblerna laserade i gråviolett, grönt eller gulvitt.  Han målade även möblerna i vissa fall möblerna röda eller vita. Westman ritade sällan enstaka möbler och hade som regel att skapa hela möblemang. I de fall han gjorde flera I rumsinredningar till samma hem varierade han dem mot varandra genom att använda olika träslag och färgverkan, genom att i ena rummet göra breda trygga möbler och i nästa rum höga raka. Runt sekelskiftet 1900 fick Westman i uppdrag att med fria tyglar rita och inreda Pressens villa i Saltsjöbaden som en del av Publicistklubbens lotteri. Här visade Westman upp sin arkitektoniska mångsidighet  och varierade möblerna i form och färg från rum till rum.

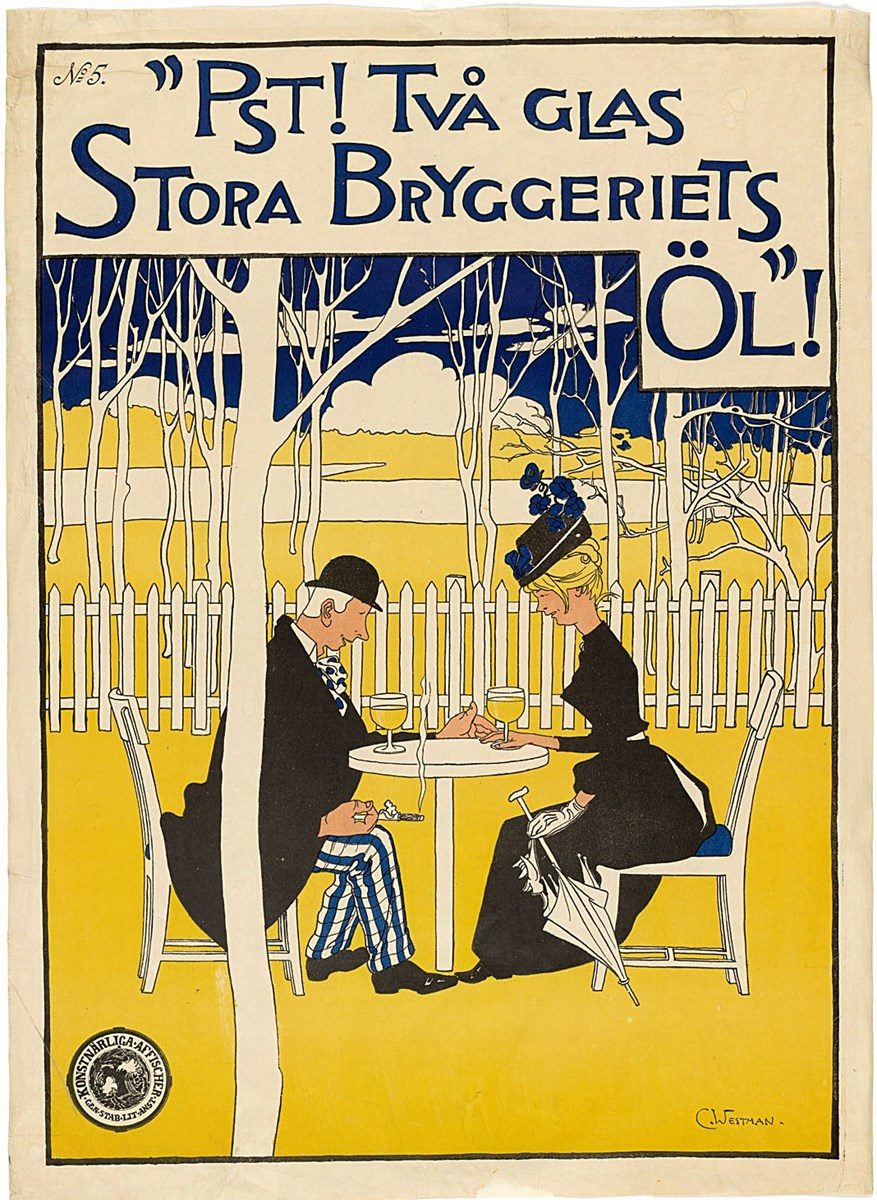
Reklamaffisch för Stora Bryggeriet, illustrerad av Carl Westman

### Affischer och bokkonst
Jugenderans nya affischtyp introducerades av Henri de Toulouse-Lautrec i Paris på 1890-talet. Det skulle vara en kontrast mot den gråa gatubilden med färggranna inslag. De visade sig vara bra reklam och kopierades därför över hela Paris. Ytmässigheten och den svängda linjeföringen var släkt med japanskt måleri som var otroligt populärt i Paris kring sekelskiftet. Den som först introducerade denna typ affisch i Sverige var Stora Bryggeriet som redan 1895 anställt konstnärer som Carl Westman, Arthur Sjögren och Nils Kreuger. Westmans "Pst! Två glas Stora Bryggeriets Öl!" är den kanske mest kända. Texten är till synes staplad vårdslöst och affischen pryds av träd och staket. Till den Allmänna konst- och industriutställningen 1897 producerades en mängd nya affischer. Vicke Andrén fick i uppdrag att rita upp specialaffischer till utställningens industri- och maskinhallar. Dessa anses tillhöra en något mer traditionell stil än Westmans.
Även bokkonsten gick igenom stora förändringar mot slutet av 1800-talet. Nya typsnitt och ett nytt sätt att komponera text och bild på sidorna förändrade bokuppslagens utseende. Detta skedde efter William Morris grundande av Kelmscott Press 1891. Förändringen märktes snabbast på bokomslagen, ofta prydda med skinnband i lädermosaik designade av olika konstnärer, bland andra Alf Wallander.

## Jugendstilens svanesång
Efter två och ett halvt decennium av pånyttfödd svensk konst, arkitektur och design kom jugenderan mot sitt slut runt 1914. En bidragande faktor var Baltiska utställningen samma år. Utställningen var mycket påkostad och skulle visa upp det nyaste från svenska formgivare. Utställningen möttes dock av mördande kritik. Erik Wettergren konstaterade att inget hänt på möbelkonstens område och att de keramiska fabrikerna arbetade vidare i kända fåror. Utställningen tycktes vara överarbetad med dyrbara föremål utan varje annan ambition än att vara säljbara. Sommaren 1914 bröt Första världskriget ut och förlamade allt konstnärligt arbete. 1850- och 60-talisterna som Boberg, Larsson, Lilljekvist och Wallander som drivit fram jugendstilen till konstnärlig mognad hade nu passerat sin storhetstid.